# Seznam osobností Petrohradu

znak (Petrohrad)

## 1601–1700
- Domenico Trezzini (asi 1670–1734), švýcarsko-italský barokní architekt
- Kateřina I. Alexejevna (1683–1727), carevna
- Joseph-Nicolas Delisle (1688–1768), francouzský astronom a kartograf
- Anna Ivanovna (1693–1740), carevna
- Daniel Bernoulli (1700–1782), švýcarský fyzik a matematik
- Bartolomeo Rastrelli (1700–1771), italský architekt, představitel ukrajinského a ruského baroka

## 1701–1800
- Leonhard Euler (1707–1783), švýcarský matematik a fyzik působící zejména v Rusku a Německu
- Michail Lomonosov (1711–1765), polyhistor – chemik, básník, historik
- Christoph Hermann von Manstein (1711–1757), pruský generál
- Petr II. (1715–1730), car
- Kateřina Veliká (1729–1796), carevna
- Alexandr Suvorov (1729–1800), vojevůdce
- Jurij Matvejevič Felten (1730–1801), architekt
- Stanislav August Poniatowski (1732–1798), polský král
- Ivan VI. Antonovič (1740–1764), car
- Tadeusz Kościuszko (1746–1817), polský a americký generál, pevnostní inženýr, polský národní hrdina
- Michail Kutuzov (1747–1813), vojevůdce z období napoleonských válek
- Domenico Cimarosa (1749–1801), italský hudební skladatel
- Alexandr Radiščev (1749–1802), prozaik, básník, filozof, sociální myslitel a revolucionář období osvícenství a preromantismu
- Joseph de Maistre (1753–1821), francouzský filosof a konzervativní myslitel, jeden z odpůrců Francouzské revoluce
- Pavel I. Ruský (1754–1801), car
- Nikolaj Karamzin (1766–1826), preromantický spisovatel a historik
- John Quincy Adams (1767–1848), diplomat, prezident USA a první prezident, jehož otec byl také prezident
- Pavel Čičagov (1767–1849), admirál
- Ernst Moritz Arndt (1769–1860), německý publicista a básník
- Adam Johann von Kruzenštern (1770–1846), admirál a mořeplavec
- Alexandr I. Pavlovič (1777–1825), car 1801–1825
- Kateřina Pavlovna (1788–1819), württemberská královna
- Anna Pavlovna Ruská (1795–1865), nizozemská královna
- Mikuláš I. Pavlovič (1796–1855), car ruského impéria (1825–1855)
- Karl Brjulov (1799–1852), romantický malíř
- Alexandr Puškin (1799–1837), básník a prozaik

## 1801–1900

### 1801–1850
- Fjodor Ivanovič Ťutčev (1803–1873), diplomat a romantický básník
- Michail Ivanovič Glinka (1804–1857), hudební skladatel
- Alexandr Andrejevič Ivanov (1806–1858), malíř
- Nikolaj Vasiljevič Gogol (1809–1852), ruský prozaik a dramatik ukrajinského původu
- Alexandr Ivanovič Gercen (1812–1870), filosof a spisovatel, revoluční demokrat
- Ivan Alexandrovič Gončarov (1812–1891), spisovatel
- Nikolaj Platonovič Ogarev (1813–1877), ruský socialista, publicista a básník
- Michail Jurjevič Lermontov (1814–1841), romantický básník, prozaik, dramatik
- Taras Ševčenko (1814–1861), ukrajinský spisovatel, básník, dramatik, filosof, humanista a malíř, významný představitel ukrajinského národního obrození
- Alexej Konstantinovič Tolstoj (1817–1875), spisovatel, básník a dramatik
- Alexandr II. Nikolajevič (1818–1881), car
- Pafnutij Lvovič Čebyšev (1821–1894), matematik
- Fjodor Michajlovič Dostojevskij (1821–1881), spisovatel a filozof
- Nikolaj Alexejevič Někrasov (1821–1878), básník, spisovatel a kritik
- Heinrich Schliemann (1822–1890), německý archeolog, objevitel Tróje
- Vladimir Vasiljevič Stasov (1824–1906), hudební a umělecký kritik, historik umění, archivář a veřejný činitel
- Nikolaj Leskov (1831–1895), spisovatel
- Alexandr Porfirjevič Borodin (1833–1887), skladatel, chemik a lékař, člen skladatelského seskupení Pětka, zvaného též Mocná hrstka
- Alfred Nobel (1833–1896), švédský chemik, inženýr a vynálezce
- Dmitrij Ivanovič Mendělejev (1834–1907), chemik a tvůrce periodické tabulky prvků
- James McNeill Whistler (1834–1904), britský malíř a grafik narozený v USA, působící i ve Francii
- Milij Alexejevič Balakirev (1837–1910), hudební skladatel, klavírista, dirigent, hudební pedagog, člen a vedoucí osobnost Pětky
- Franz Camille Overbeck (1837–1905), německý protestantský teolog
- Friedrich Konrad Beilstein (1838–1906), rusko-německý chemik
- Modest Petrovič Musorgskij (1839–1881), hudební skladatel
- Petr Iljič Čajkovskij (1840–1893), hudební skladatel
- Petr Kropotkin (1842–1921), revolucionář, publicista, geograf, geolog, anarchista a teoretik anarchokomunismu
- Nikolaj Rimskij-Korsakov (1844–1908), hudební skladatel
- Ilja Repin (1844–1930), malíř
- Alexandr III. Alexandrovič (1845–1894), car 1881–1894
- Georg Cantor (1845–1918), německý matematik rusko-dánského původu, známý jako tvůrce moderní teorie množin
- Wladimir Köppen (1846-1940), rusko-německý geograf, meteorolog, klimatolog a botanik
- Peter Carl Fabergé (1846–1920), zlatník a klenotník
- Jegor Ivanovič Zolotarjov (1847–1878), matematik
- Johannes Theodor Schmalhausen (1849–1894), botanik
- Ivan Pavlov (1849–1936), lékař a psycholog, držitel Nobelovy ceny za fyziologii a medicínu
- Emanuel Šiffers (1850–1904), šachový mistr

### 1851–1870
- Anatolij Ljadov (1855–1914), dirigent, hudební skladatel a pedagog
- Semjon Zinovjevič Alapin (1856–1923), šachový mistr, teoretik
- Andrej Andrejevič Markov (1856–1922), matematik, zakladatel teorie Markovových řetězců
- Julij Šokalskij (1856–1940), oceánograf, geograf a kartograf
- Alexandr Stěpanovič Popov (1859–1905), fyzik
- Lou Andreas-Salomé (1861–1937), rusko-německá spisovatelka a psycholožka
- Fjodor Sologub (1863–1927), symbolistický a dekadentní básník, dramatik a spisovatel
- Vladimir Ivanovič Vernadskij (1863–1945), geolog, zakladatel geochemie a biochemie
- Alexandr Konstantinovič Glazunov (1865–1936), skladatel, učitel hudby a dirigent
- Dmitrij Sergejevič Merežkovskij (1865–1941), symbolistický básník, kritik, spisovatel a konzervativní politický myslitel
- Valentin Alexandrovič Serov (1865–1911), malíř a grafik
- Carl Gustaf Emil Mannerheim (1867–1951), finský šlechtic, politik, diplomat a vojevůdce, jeden ze zakladatelů samostatného Finska
- Mikuláš II. Alexandrovič (1868–1918), car ruského impéria (1894–1917)
- Emma Goldmanová (1869–1940), americká anarchistka a mírová aktivistka litevského původu
- Naděžda Krupská (1869–1939), revolucionářka, manželka V. I. Lenina
- Grigorij Jefimovič Rasputin (1869–1916), mystik
- Alexander Berkman (1870–1936), anarchista
- Vladimir Iljič Lenin (1870–1924), revolucionář
- Lavr Georgijevič Kornilov (1870–1918), carský a bělogvardějský generál
- Sascha Schneider (1870–1927), německý malíř

### 1871–1880
- Fjodor Dan (1871–1947), politik a člen strany menševiků
- Alexandra Fjodorovna (1872–1918), německá princezna a ruská carevna
- Sergej Pavlovič Ďagilev (1872–1929), baletní inovátor, vydavatel, umělecký kritik, kurátor a impresario
- Alexandra Kollontajová (1872–1952), komunistická revolucionářka
- George Lambert (1873–1930), australský umělec
- Sergej Rachmaninov (1873–1943), hudební skladatel pozdního romantismu (neoromantismu) a klavírní virtuóz
- Nikolaj Berďajev (1874–1948), křesťanský filosof a publicista, blízký personalismu
- Alexandr Kolčak (1874–1920), admirál a jeden z vůdců bílých v ruské občanské válce
- Vjačeslav Menžinskij (1874–1934), politik a jediný předseda OGPU v letech 1926 až 1934
- Nikolaj Roerich (1874–1947), publicista, archeolog, cestovatel a impresionista
- Michail Kalinin (1875–1946), sovětský komunistický politik, v letech 1919 až 1946 titulární hlava sovětského státu
- Alexej Remizov (1877–1957), spisovatel a kaligraf
- Kazimir Malevič (1878–1935), ruský malíř a teoretik umění ukrajinského původu, průkopník geometrického abstraktního umění a otec avantgardního hnutí
- Nikolaj Někrasov (1879–1940), ruský politik a poslední generální guvernér Finského velkoknížectví v historii
- Andrej Bělyj (1880–1934), spisovatel, básník, kritik, literární teoretik a myslitel
- Alexander Blok (1880–1921), básník a dramatik
- Alexandr Grin (1880–1932), autor romantických fantaskních románů a novel s dobrodružnou tematikou
- Lev Ščerba (1880–1944), jazykovědec, akademik

### 1881–1890
- Alexandr Kerenskij (1881–1970), politik, právník, druhý předseda ruské prozatímní vlády v roce 1917
- Anna Pavlovová (1881–1931), primabalerína
- Nicolai Hartmann (1882–1950), německý filosof lotyšského původu, zakladatel kritické/nové ontologie
- Igor Stravinskij (1882–1971), hudební skladatel
- Boris Asafjev (1884–1949), muzikolog, hudební skladatel a pedagog
- Jevgenij Zamjatin (1884–1937), spisovatel
- Nikolaj Gumiljov (1886–1921), básník, překladatel francouzské a anglické poezie, literární kritik a teoretik
- Marc Chagall (1887–1985), bělorusko-francouzský malíř
- Felix Jusupov (1887–1967), kníže a jeden z vrahů Grigorije Jefimoviče Rasputina
- Nikolaj Vavilov (1887–1943), biolog a propagátor genetiky v SSSR
- Alexandr Fridman (1888–1925), matematik, geofyzik a kosmolog
- Nikolaj Švernik (1888–1970), sovětský komunistický politik
- Anna Achmatovová (1889–1966), lyrická básnířka a překladatelka
- Igor Sikorskij (1889–1972), průkopník letectví, konstruktér prvního čtyřmotorového letounu a moderního vrtulníku
- Vladimir Zvorykin (1889–1982), průkopník televizních technologií

### 1891–1900
- Sergej Prokofjev (1891–1953), hudební skladatel
- Alexandr Rodčenko (1891–1956), sovětský fotograf a výtvarník
- Fjodor Raskolnikov (1892–1939), sovětský diplomat
- Vladimir Majakovskij (1893–1930), prozaik, básník a dramatik
- Viktor Šklovskij (1893–1984), spisovatel, filmový scenárista a literární a filmový teoretik
- Semjon Bogdanov (1894–1960), maršál tankových vojsk, za druhé světové války i po válce velitel tankové armády
- Pjotr Kapica (1894–1984), fyzik
- Vladimir Propp (1895–1970), lingvista a folklorista
- Nikolaj Ježov (1895–1940), politik
- Lev Těrmen (1896–1993), fyzik a vynálezce
- Vladimir Nabokov (1899–1977), americký spisovatel a literární kritik ruského původu
- Theodosius Dobzhansky (1900–1975), americký genetik ukrajinského původu
- Vsevolod Višněvskij (1900–1951), dramatik

## 1901–2000

### 1901–1950
- Nina Berberová (1901–1993), prozaička a básnířka
- Jevgenij Mravinskij (1903–1988), dirigent
- George Balanchine (1904–1983), choreograf a zakladatel New York City Ballet
- George Gamow (1904–1968), americký fyzik původem z Ukrajiny
- Dmitrij Kabalevskij (1904–1987), hudební skladatel, klavírista, hudební teoretik a pedagog
- Alexej Kosygin (1904–1980), politik, funkcionář Komunistické strany Sovětského svazu
- Daniil Charms (1905–1942), surrealistický spisovatel, básník a dramatik
- Ayn Randová (1905–1982), americká spisovatelka a filosofka ruského původu
- Dmitrij Lichačov (1906–1999), literární vědec
- Dmitrij Šostakovič (1906–1975), skladatel
- Ilja Frank (1908–1990), fyzik, nositel Nobelovy ceny za fyziku
- Sergej Sobolev (1908–1989), matematik
- Barys Kit (1910–2018), matematik, fyzik, chemik
- Galina Uljanovová (1910–1998), primabalerína
- Lev Gumiljov (1912–1992), historik, antropolog a etnolog
- Leonid Kantorovič (1912–1986), matematik a ekonom
- Konstantin Simonov (1915–1979), prozaik, básník, dramatik a překladatel
- Jurij Lotman (1922–1993), sémiotik, literární a kulturní teoretik
- Igor Kon (1928–2011), vědec, doktor historických věd, doktor filosofických věd
- Julij Michajlovič Voroncov (1929–2007), sovětský a ruský diplomat
- Boris Dmitrijevič Parygin (1930–2012), filozof a psycholog, sociální psycholog
- Georgij Grečko (1931–2017), sovětský kosmonaut ruské národnosti
- Viktor Korčnoj (1931–2016), švýcarský šachový velmistr ruské národnosti
- Arkadij a Boris Strugačtí (1925–1991) (1933–2012), spisovatelé sci-fi
- Anatolij Vasiljevič Ivanov (1934–2012), sólový hráč na bicí nástroje, skladatel a dirigent
- Taťjana Samojlovová (1934–2014), divadelní a filmová herečka
- Boris Spasskij (* 1937), rusko-francouzský šachový velmistr
- Alexej Jurjevič German (1938–2013), ruský filmař, režisér, scenárista a herec
- Jelena Obrazcovová (1939–2015), ruská operní pěvkyně-mezzosopranistka a hudební pedagožka
- Elvīra Ozoliņa (* 1939), sovětská atletka lotyšské národnosti
- Valerij Rožděstvenskij (1939–2011), sovětský kosmonaut ruské národnosti
- Josif Brodskij (1940–1996), sovětský básník a disident ruské národnosti, později americký esejista a literární kritik, nositel Nobelovy ceny za literaturu
- Nikolaj Michajlovič Girenko (1940–2004), etnolog-afrikanista a aktivista za lidská práva
- Andrej Chotějev (1946–2021), klavírní virtuos
- Kirill (patriarcha moskevský) (* 1946), patriarcha moskevský a veškeré Rusi
- Irena Szewińská (1946–2018), polská běžkyně, olympijská vítězka
- Brian Eno (* 1948), britský hudebník a producent
- Valentina Matvijenková (* 1949), politička, primátorka Petrohradu

### 1951–2000
- Grigorij Sokolov (* 1950), klavírní virtuos
- Vladimir Putin (* 1952), ruský prezident a bývalý předseda vlády Ruské federace
- Alexander Zajcev (* 1952), krasobruslař
- Boris Grebenščikov (* 1953), básník, skladatel a hudebník
- Sergej Ivanov (* 1953), bývalý ministr obrany, podpředseda ruské vlády
- Věra Komisovová (* 1953), atletka, běžkyně
- Nikolaj Vladimirovič Levičev (* 1953), politik
- Sergej Michajlovič Mironov (* 1953), politik
- Rolandas Paksas (* 1956), politik, bývalý litevský prezident
- Alexandr Železňakov (* 1957), ruský odborník a vedoucí pracovník ve vývoji raketových a kosmických systémů
- Sergej Krikaljov (* 1958), ruský kosmonaut
- Alexej Kasatonov (* 1959), ruský hokejista
- Gal Rasche (* 1960), rusko-rakouská dirigentka, klavíristka a spisovatelka
- Vladimir Salnikov (* 1960), plavec
- Dmitrij Medveděv (* 1965), předseda vlády Ruské federace a bývalý ruský prezident
- Alexandr Chalifman (* 1966), šachový velmistr a mistr světa FIDE
- Jekatěrina Golubeva (1966–2011), herečka
- Grigorij Perelman (* 1966), matematik, expert v oblasti matematické topologie
- Mariella Ahrensová (* 1969), německá herečka
- Oleg Salenko (* 1969), rusko-ukrajinský fotbalista
- Stanislav Smirnov (* 1970), matematik
- Konstantin Chabenskij (* 1972), divadelní a filmový herec
- Maxim Sokolov (* 1972), hokejový brankář
- Maxim Sušinskij (* 1974), hokejista
- Taťjana Grigorjevová (* 1975), modelka a australská atletka ruského původu, olympijská medailistka
- Pjotr Svidler (* 1976), šachový velmistr
- Vjačeslav Malafejev (* 1979), fotbalový brankář
- Alexej Jagudin (* 1980), krasobruslař, olympijský vítěz, trojnásobný mistr Evropy a čtyřnásobný mistr světa
- Andrej Aršavin (* 1981), fotbalista
- Natalja Anťuchová (* 1981), atletka
- Michail Jelgin (* 1981), profesionální tenista
- Jekatěrina Abramovová (* 1982), rychlobruslařka
- Jevgenij Pljuščenko (* 1982), krasobruslař, olympijský vítěz, mistr světa a Evropy
- Julia Novikova (* 1983), operní pěvkyně – sopranistka
- Anna Bogdanovová (* 1984), atletka
- Světlana Bolšakovová (* 1984), atletka
- Alexandra Kirjašovová (* 1985), atletka
- Světlana Kuzněcovová (* 1985), tenistka
- Naděžda Skardinová (* 1985), běloruská biatlonistka
- Anna Nazarovová (* 1986), atletka
- Oksana Akiňšina (* 1987), filmová herečka
- Andrij Jarmolenko (* 1989), ukrajinský profesionální fotbalista
- Tatyana McFaddenová (* 1989), americká invalidní sportovkyně ruského původu